# Ben Lomond (Arkansas)
Ben Lomond es un pueblo ubicado en el condado de Sevier, Arkansas, Estados Unidos. Tiene una población estimada, a mediados de 2021, de 137 habitantes.

## Geografía
La localidad está ubicada en las coordenadas 33°49′45″N 94°7′24″O / 33.82917, -94.12333 (33.829113, -94.123319). Según la Oficina del Censo de los Estados Unidos, tiene una superficie total de 10.16 km², de la cual 10.15 km² corresponden a tierra firme y 0.01 km² son agua.

## Demografía
Según el censo de 2020, en ese momento había 140 personas residiendo en la localidad. La densidad de población era de 13.79 hab./km². El 89.3% de los habitantes eran blancos, el 1.4% eran amerindios y el 9.3% eran de una mezcla de razas. Del total de la población, el 4.3% eran hispanos o latinos de cualquier raza.